# Наняды
Наняды (баш. Нәнәҙе) — деревня в Янаульском районе Республики Башкортостан Российской Федерации. Входит в состав Староваряшского сельсовета.

## География

### Географическое положение
Расстояние до:
- районного центра (Янаул): 34 км,
- центра сельсовета (Старый Варяш): 4 км,
- ближайшей ж/д станции (Янаул): 34 км.

## История
Деревня основана в 1627 году ясачными удмуртами на территории Казанской дороги, в 1748 году в ней насчитывалось 40 человек. К 1795 году удмурты (которых насчитывалось 50 человек) перешли в сословие тептярей. В 1834 году зафиксировано 144 человека (71 мужчина, 73 женщины) в 21 дворе.
В 1842 году жителям деревни принадлежало 115 лошадей, 116 коров, 251 овца, 93 козы, а также 500 десятин пашни, 1500 десятин сенокосных угодий, 3600 десятин леса. В 1859 году здесь проживало 268 человек.
В 1870 году — деревня 2-го стана Бирского уезда Уфимской губернии, 40 дворов и 258 жителей (132 мужчины и 126 женщин), все удмурты. Жители занимались, кроме сельского хозяйства, пчеловодством и извозом.
В 1896 году в деревне Кызылъяровской волости VII стана Бирского уезда — 70 дворов, 433 жителя (216 мужчин, 217 женщин).
В 1906 году — 557 жителей.
В 1920 году по официальным данным в деревне 90 дворов и 515 жителей (223 мужчины, 292 женщины), по данным подворного подсчета — 532 удмурта в 89 хозяйствах.
В 1926 году деревня относилась к Кызылъяровской волости Бирского кантона Башкирской АССР.
В 1930 году образовался колхоз «Партизан», к 1937 году вошедший в состав колхоза «Хрущёв». В 1939 году население деревни составляло 376 человек, в 1959 году — 334 жителя.
В 1982 году население — около 230 человек.
В 1989 году — 201 человек (96 мужчин, 105 женщин).
В 2002 году — 211 человек (98 мужчин, 113 женщин), удмурты (100 %).
В 2010 году — 171 человек (76 мужчин, 95 женщин).
Действуют фельдшерско-акушерский пункт, клуб.

## Население
| 2002 | 2009 | 2010 |
| ---- | ---- | ---- |
| 211  | ↘202 | ↘171 |